# Crocidura suaveolens
Crocidura suaveolens là một loài động vật có vú trong họ Chuột chù, bộ Soricomorpha. Loài này được Pallas mô tả năm 1811.

## Hình ảnh

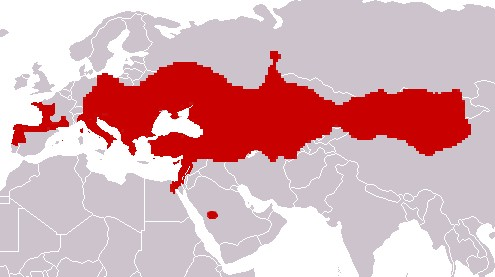
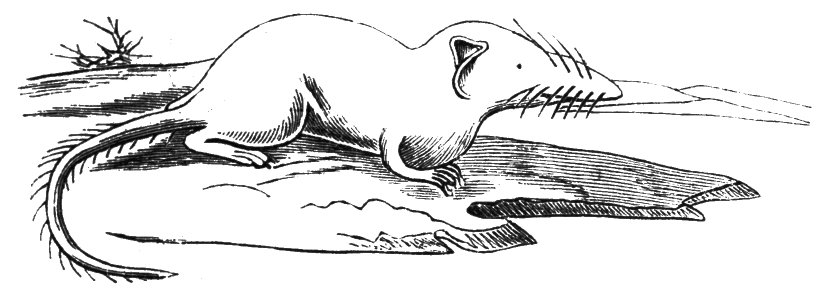